# ليليان دي لا توري
ليليان دي لا توري (بالإنجليزية: Lillian de la Torre)‏ (مارس 1902، مانهاتن في الولايات المتحدة - 1993، كولورادو سبرينغس في الولايات المتحدة)؛ مؤلِّفة، كاتِبة مسرحية وروائية أمريكية.

## روابط خارجية
- ليليان دي لا توري على موقع IMDb (الإنجليزية)